# Масонство в Аргентине
Масонство в Аргентине — явление общественной жизни Аргентины, возникшее более 200 лет назад.

## История

### Масонство в Аргентине в XVIII—XIX веках
Считается, что в Аргентину масонство проникло в конце XVIII века. Таким образом, история масонства в этой стране насчитывает более 200 лет. На сегодняшний день в Аргентине существуют различные послушания, как регулярные, так и либеральные.
Первая масонская ложа, которая была учреждена на территории вице-королевства Рио-де-ла-Плата, называлась «Независимость». Считается, что она работала по Стандартному шотландскому уставу или одной из разновидностей Французского устава. Патент на проведение работ ложе был выдан Великой шотландской ложей Франции в 1795 году.
К 1810 году возникла еще одна ложа «Независимость», досточтимым мастером которой был Хулиан Альварес. Не существует точной информации, имеет ли она какое-либо отношение к предыдущей ложе.
Адвокат Мигель Валенсия, посвященный во второй ложе «Независимость», в начале 1857 года основал первое масонское послушание в Аргентине, получившее название Великий восток аргентинской конфедерации. Валенсия был представителем партии унитариев, и местные масоны его не поддерживали, поскольку были сторонниками Хуана Мануэля де Росаса.
В декабре того же года адвокат Хосе Роке Перес добился того, что три ложи, поддерживающие Валенсию, присоединились к четырем ложам, в свою очередь, поддерживающим его самого. В результате, было подписано соглашение о создании Великой ложи Аргентины. В состав Великой ложи, основанной 11 декабря 1857 года, вошли ложи «Терпимость» («Tolerancia»), «Возрождение» («Regeneración»), «Постоянство» («Constancia»), «Союз Ла-Плата» («Unión del Plata»), «Верность» («Lealtad»), «Братство Аргентины» («Confraternidad Argentina») и «Утешение» («Consuelo del Infortunio»).
Впоследствии Великая ложа Аргентины распалась на несколько великих лож, некоторые из них исчезли, другие объединились, третьи существуют до сих пор. В первые десятилетия своего существования в ней состояли многие политики, к примеру, к числу масонов этой Великой ложи принадлежали четырнадцать президентов (Бартоломе Митре, Хусто Хосе де Уркиса, Доминго Фаустино Альбаррасин Сармьенто, Роке Саэнс Пенья, Карлос Пеллегрини и др).
В 1859 году была основана Великая провинциальная ложа Южной Америки. Членами ложи были англичане, и работы проводились на английском языке. Ложа продолжает функционировать до сих пор, оставаясь одним из старейших послушаний в Аргентине.

### Масонство в Аргентине в XX веке
В 1902 году в Аргентине был основан великий восток синего масонства. Ложа получила такое название, поскольку работала только в первых трех степенях. Племянники бывшего президента Доминго Фаустино Сармьенто были её основателями.
До 1930 года существовали две основные масонские организации: Великая аргентинская ложа ДПШУ и Великая национальная ложа Аргентины. Однако эти послушания не были единственными. На территории Аргентины также функционировала ложа под юрисдикцией Испанского великого востока и Великая провинциальная ложа Санта-Фе. В 1932 году Великая национальная ложа Аргентины была объединена с Великой аргентинской ложей ДПШУ. Спустя два года в новом послушании произошел раскол, и некоторые ложи объединились с итальянскими либеральными ложами. Таким образом, была создана Великая федеральная ложа Аргентины, которая впоследствии стала называться Великим федеральным востоком Аргентины.
Великая провинциальная ложа Санта-Фе прекратила своё существование 2 августа 1944 года после смерти своего основателя великого мастера дона Герина Троило. 30 августа 1956 года в Буэнос-Айресе были объединены Великий федеральный восток Аргентины и Великая ложа Стандартного шотландского устава и образована Великая ложа свободных и принятых масонов Аргентины.

### Современное масонство в Аргентине
С течением времени в Аргентине продолжали появляться новые послушания. В рамках регулярного масонства функционирует Великая ложа свободных и принятых масонов Аргентины, имеющая признание ОВЛА. Это самая многочисленная Великая ложа на данный момент в этой стране.
Кроме того, в Аргентине продолжает развиваться либеральное масонство под эгидой Великого востока Франции. Существует три послушания: Великий федеральный восток Республики Аргентины, Великая символическая ложа Аргентины и Международный смешанный масонский орден Право человека.
В Буэнос-Айресе, Кордове и Тукумане действуют ложи Древнего и Изначального устава Мемфиса-Мицраима, непризнанные ОВЛА.
Женскими послушаниями в Аргентине являются Великая женская ложа, Великая женская ложа ДИУММ и Великий женский символический восток Аргентины.
Среди систем высших степеней в Аргентине самой старой является Верховный совет 33 градуса Республики Аргентины, который был создан 22 апреля 1858 года группой масонов, возведенных в степень мастера по ДПШУ. Работает под юрисдикцией Великой ложи свободных и принятых масонов Аргентины. Великим федеральным востоком Республики Аргентины также был создан Верховный совет 33 градусов.